# لازارواتس (بلاتسه)
لازارواتس (به صربی: Lazarevac) یک منطقهٔ مسکونی در صربستان است که در بلاتسه واقع شده‌است. لازارواتس ۱۱۴ نفر جمعیت دارد.